# Queimadela (Fafe)
Queimadela is een plaats (freguesia) in de Portugese gemeente Fafe en telt 616 inwoners (2001).